# VV Velox in het seizoen 1960/61
Het seizoen 1960/1961 was het derde jaar in het bestaan van de Utrechtse betaaldvoetbalclub Velox. De club kwam uit in de Tweede divisie en eindigde daarin op de achtste plaats. Tevens deed de club mee aan het toernooi om de KNVB beker, hierin werd de club in de groepsfase uitgeschakeld.

## Wedstrijdstatistieken

### Tweede divisie
|       | Baronie | De Graafschap | Haarlem | Hilversum | LONGA | N.E.C. | Oldenzaal | PEC   | Rigtersbleek | Roda Sport | Tubantia | UVS   | De Valk | Wilhelmina | Zeist | Zwartemeer | Zwolsche Boys |
| ----- | ------- | ------------- | ------- | --------- | ----- | ------ | --------- | ----- | ------------ | ---------- | -------- | ----- | ------- | ---------- | ----- | ---------- | ------------- |
| Thuis | 1 – 1   | 2 – 0         | 1 – 1   | 1 – 1     | 2 – 5 | 1 – 0  | 3 – 0     | 5 – 2 | 2 – 3        | 4 – 2      | 4 – 2    | 1 – 0 | 5 – 2   | 2 – 5      | 1 – 0 | 1 – 1      | 0 – 0         |
| Uit   | 0 – 1   | 1 – 2         | 5 – 2   | 2 – 1     | 3 – 2 | 0 – 3  | 2 – 3     | 4 – 4 | 3 – 2        | 2 – 1      | 2 – 1    | 2 – 2 | 1 – 4   | 5 – 2      | 0 – 0 | 4 – 1      | 2 – 0         |

### KNVB beker
| Groepsfase                                           | Velox                                                 | 3 – 5 (2 – 1) | Elinkwijk                                                                |
| 14 augustus 1960 Plaats: Utrecht Koningsweg          | Frans Geurtsen 33', –' Ben Aarts 60'                  |               | 45', 85' Michel Kruin 65' Wim Wolffers 70' Chris Oomen 71' Jozef Siahaya |
| Groepsfase                                           | Wageningen                                            | 3 – 1 (1 – 0) | Velox                                                                    |
| 18 september 1960 Plaats: Wageningen Wageningse Berg | Puck Eliazer 25', –' Aart Budding 62'                 |               | 53' Leen Morelisse                                                       |
| Groepsfase                                           | Velox                                                 | 4 – 4 (1 – 2) | AGOVV                                                                    |
| 30 oktober 1960 Plaats: Utrecht Koningsweg           | Leen Morelisse 38' Wim Adelaar 55', 88' Ben Aarts 65' |               | –', 72' Messac Titaley –', 75' Freek Kraijer                             |
| Groepsfase                                           | Velox                                                 | 2 – 0 (1 – 0) | N.E.C.                                                                   |
| 22 februari 1961 Plaats: Utrecht Koningsweg          | Leen Morelisse 25' Wim Adelaar 63'                    |               |                                                                          |

## Statistieken Velox 1960/1961

### Eindstand Velox in de Nederlandse Tweede divisie 1960 / 1961
| Stand | Gespeeld | Gewonnen | Gelijk | Verloren | Punten | Doelpunten voor | Doelpunten tegen |
| ----- | -------- | -------- | ------ | -------- | ------ | --------------- | ---------------- |
| 8e    | 34       | 14       | 8      | 12       | 36     | 67              | 63               |

### Topscorers
| #      | Naam              | Goal |
| ------ | ----------------- | ---- |
| 1.     | Frans Geurtsen    | 27   |
| 2.     | Ben Aarts         | 13   |
| 3.     | Cor Adelaar       | 10   |
| 4.     | Leen Morelisse    | 4    |
| 5.     | Wim Adelaar       | 3    |
| 5.     | Henk Temming      | 3    |
| 7.     | Willem van Arnhem | 2    |
| 8.     | Adelaar           | 1    |
| 8.     | Co Alflen         | 1    |
| 8.     | Rini Damsma       | 1    |
| 8.     | Dick Uittenbosch  | 1    |
| 8.     | Gijs Uittenbosch  | 1    |
| Totaal | Totaal            | 67   |

| #      | Naam           | Goal |
| ------ | -------------- | ---- |
| 1.     | Wim Adelaar    | 3    |
| 1.     | Leen Morelisse | 3    |
| 3.     | Ben Aarts      | 2    |
| 3.     | Frans Geurtsen | 2    |
| Totaal | Totaal         | 10   |

## Voetnoten
Baronie · De Graafschap · Haarlem · Hilversum · LONGA · N.E.C. · Oldenzaal · PEC · Rigtersbleek · Roda Sport · Tubantia · UVS · De Valk · Velox · Wilhelmina · Zeist · Zwartemeer · Zwolsche Boys